# Acatempani ölelés

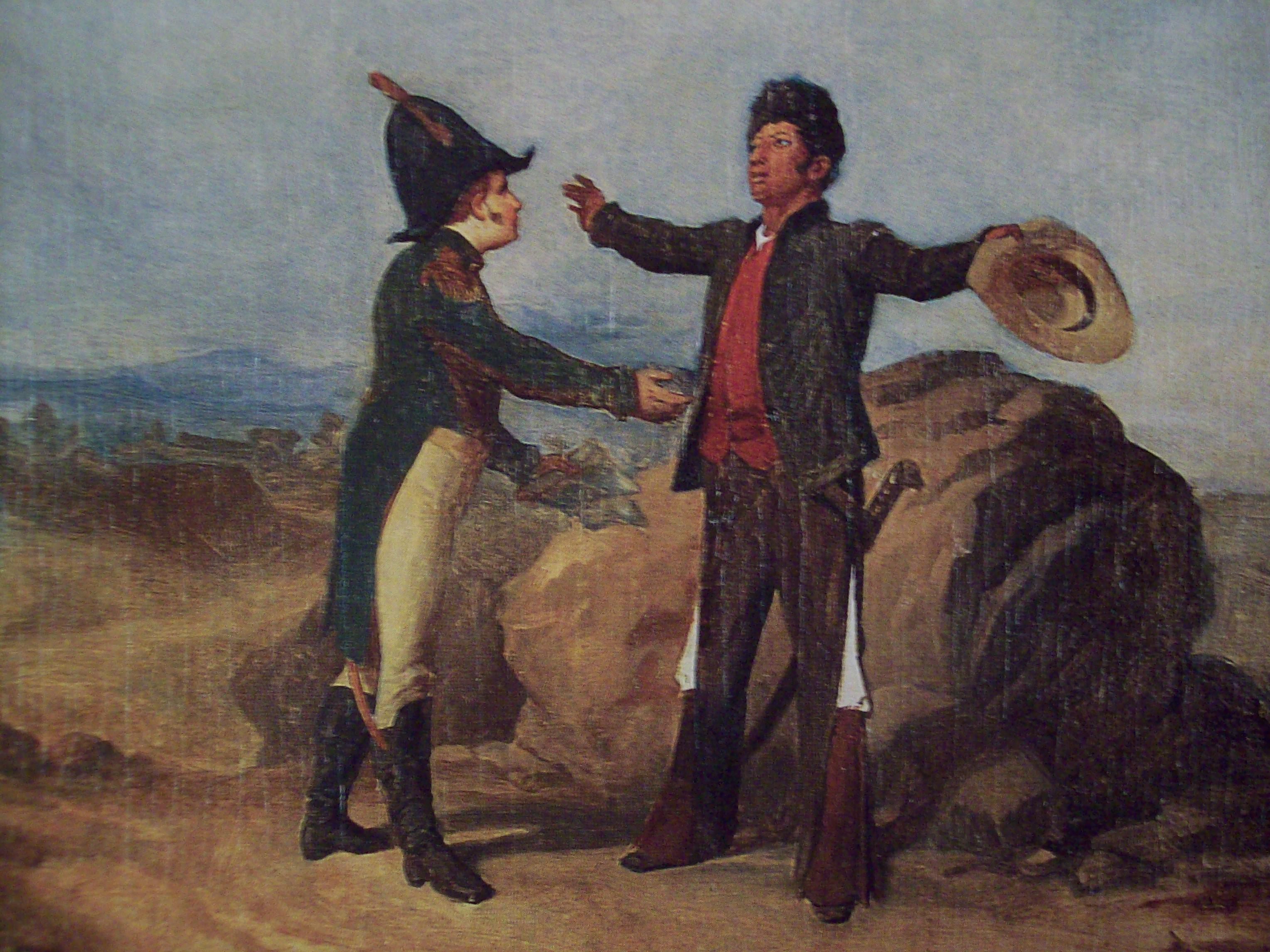
Román Sagredo 1870-es festménye az eseményről, a bal oldali alak Agustín de Iturbide, a jobb oldali Vicente Guerrero

A történelembe acatempani ölelés (spanyolul: abrazo de Acatempan) néven bevonult, 1821. február 10-én történt esemény a mexikói függetlenségi háború legjelentősebb fordulópontja volt. A függetlenségiek vezére, Vicente Guerrero és az addig ellenük harcoló csapatok irányítója, Agustín de Iturbide a dél-mexikói Acatempannál (ma Guerrero állam Teloloapan községében található) találkozott egymással és megegyeztek: egyesítik erőiket és közösen harcolnak tovább a függetlenségért.

## Előzmények
Az 1810-ben kitört függetlenségi felkelés az első években számos sikert ért el, azonban 1815-től, José María Morelos elfogása és kivégzése után a mozgalom hanyatlani kezdett. 1820-ig Francisco Javier Mina rövid 1817-es hadjáratán kívül csak a Veracruzban és a Déli-Sierra Madre hegyei között megbúvó gerillaharcosok jelentettek fenyegetést a királypártiakra.
1820-ban azonban jelentős fordulat állt be a spanyol politikai életben. Rafael de Riego kikiáltotta az 1812-es cádizi alkotmány visszaállítását, és bár ezt eleinte a király nem ismerte el, sőt, Riego felkelését hamar le is tudta verni, februártól kezdve az egész országra átterjedő újabb lázadások következtek, melyek végül arra kényszerítették VII. Ferdinánd királyt, hogy tegyen esküt az alkotmányra. Az események híre még ebben a hónapban eljutott Új-Spanyolországba is.
Juan Ruiz de Apodaca új-spanyolországi alkirály egyelőre várakozó álláspontra helyezkedett, így egy ideig a gyarmaton nem történt semmi. Azonban hamarosan elsőként Veracruzban, később az ország más városaiban, június elejére pedig már a fővárosban is számos vezető tett esküt az alkotmányra.
A szabadelvű, antiabszolutista szemléletű cádizi alkotmány visszaállítása súlyosan sértette mind az egyházat (például az egyházi vagyon államosításával és az inkvizíció megszüntetésével), mind a magas pozícióban levő gyarmati arisztokráciát. Ezért a mexikóvárosi Néri Szent Fülöp-templomban (közismert nevén a La Profesában) titkos gyűlések sorozata kezdődött, melyek résztvevőinek célja az volt, hogy megakadályozzák az alkotmány életbe lépését Új-Spanyolországban, akár VII. Ferdinánd korábbi rendszerét támogatva, akár, ha a helyzet Spanyolországban nem változik, az anyaországtól való függetlenedés árán is.
Az összeesküvők úgy döntöttek, felveszik a kapcsolatot Agustín de Iturbidével, és rábeszélik, hogy álljon a Déli Hadsereg (Ejército del Sur) élére, és folytassa a harcot a délen meghúzódó, részben a cádizi alkotmányt is támogató felkelőkkel.

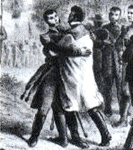
Hesiquio Iriarte festménye az ölelésről

Iturbide elfogadta a javaslatot és a hadak élére állt, azonban hiába volt katonailag bármilyen képzett is, a helyismerettel rendelkező Guerrero és társa, Pedro Ascencio hegyek között megbúvó csapataival nem bírt, 1821. január 2-án Zapotepecnél is vereséget szenvedett. Ráadásul katonái közül többen nem bírták jól a déli meleg éghajlatot, ezért megszöktek. Ezek miatt, és mivel belátta, hogy a Spanyolországhoz fűző kötelékek nagyon meggyengültek, 1821 elején taktikát változtatott. Valószínűleg már előző év végén megszületett benne a gondolat, hogy megpróbálja egyesíteni az alkotmánnyal elégedetlen monarchiapártiakat, a meggyengült felkelőket és a hivatalos hadsereget, melyben belső konfliktusokat is okozott, hogy a spanyolországból erősítésként érkező katonák jobb elbánásban részesültek, mint a helyiek. A különböző célokért küzdő csoportok egyesítésére legjobb lehetőségnek egyetlen közös cél kijelölését: a függetlenség megvalósítását találta.
Levelezésbe kezdett több, vezető pozíciót betöltő új-spanyolországi személyiséggel (királypártiakkal és felkelőkkel egyaránt), köztük Guerreróval is, akinek először, január 10-én kelt levelében még azt ajánlotta, adja meg magát amnesztiáért cserébe. Guerrero 10 nappal később írt válasza negatív volt, sőt, Iturbidét kérte, hogy ő csatlakozzon a függetlenségért fegyverrel harcolókhoz. Iturbide ezután ennek ellenkezőjét ajánlotta Guerrerónak: hogy ő csatlakozzon hozzá, és az ő módszerével vívják ki a függetlenséget. Guerrero azonban nem akart társulni semmiféle mozgalomhoz, mely a király pártján áll. Ezután Iturbide személyes találkozót kért tőle.
A két vezér 1821. február 10-én Acatempannál találkozott egymással és végül megegyeztek abban, amit Iturbide ajánlott. Igaz, az elérni kívánt függetlenség nem eredeti, Hidalgo eszméin alapuló formájában, hanem monarchiaként valósult volna meg, de végül Guerrero is belátta, a helyzetnek ez lehet a lehetséges legjobb megoldása.

## Következmények
Két héttel később Iguala városában kihirdették a városról elnevezett Iguala-tervet, más néven a Három Garancia Tervét, melyben kinyilvánították három fő céljukat: hogy Mexikó Spanyolországtól független alkotmányos monarchia, az egyetlen államvallás a római katolikus, és hogy az ország minden lakóját, függetlenül attól, hogy spanyol vagy helyi származású, egyenlő jogok illetik meg. A terv szerint a trónt elsősorban VII. Ferdinándnak vagy más, a Bourbon-házból származó személynek ajánlották volna fel, ha viszont nem tart rá igényt senki, más uralkodóházak tagjai közül választanak császárt. Létrehozták az Iguala-tervben lefektetett elvek („garanciák”) védelmezésére és a harc befejezésére a Három Garancia Hadseregét (Ejército Trigarante) is, mely szeptember 27-én ünnepélyesen bevonult Mexikóvárosba, ezzel lezárult a 11 éve tartó függetlenségi háború.

## A művészetben
Az eseményről több festmény is készült, valamint megjelenik a La antorcha encendida című teleregényben is, mely a függetlenségi háború történetét örökíti meg (igaz, hibás dátummal, mert március 10-ét szerepeltetnek február 10. helyett).